# Xinxing (Kaohsiung)
Xinxing (chinesisch 新興區, Pinyin Xīnxīng qū, taiwanisch: Sin-hing-khu) ist ein Bezirk der regierungsunmittelbaren Stadt Kaohsiung in der Republik China (Taiwan). Die Stadt selbst verwendet die Umschrift Sinsing (Tongyong Pinyin).

## Lage und Beschreibung

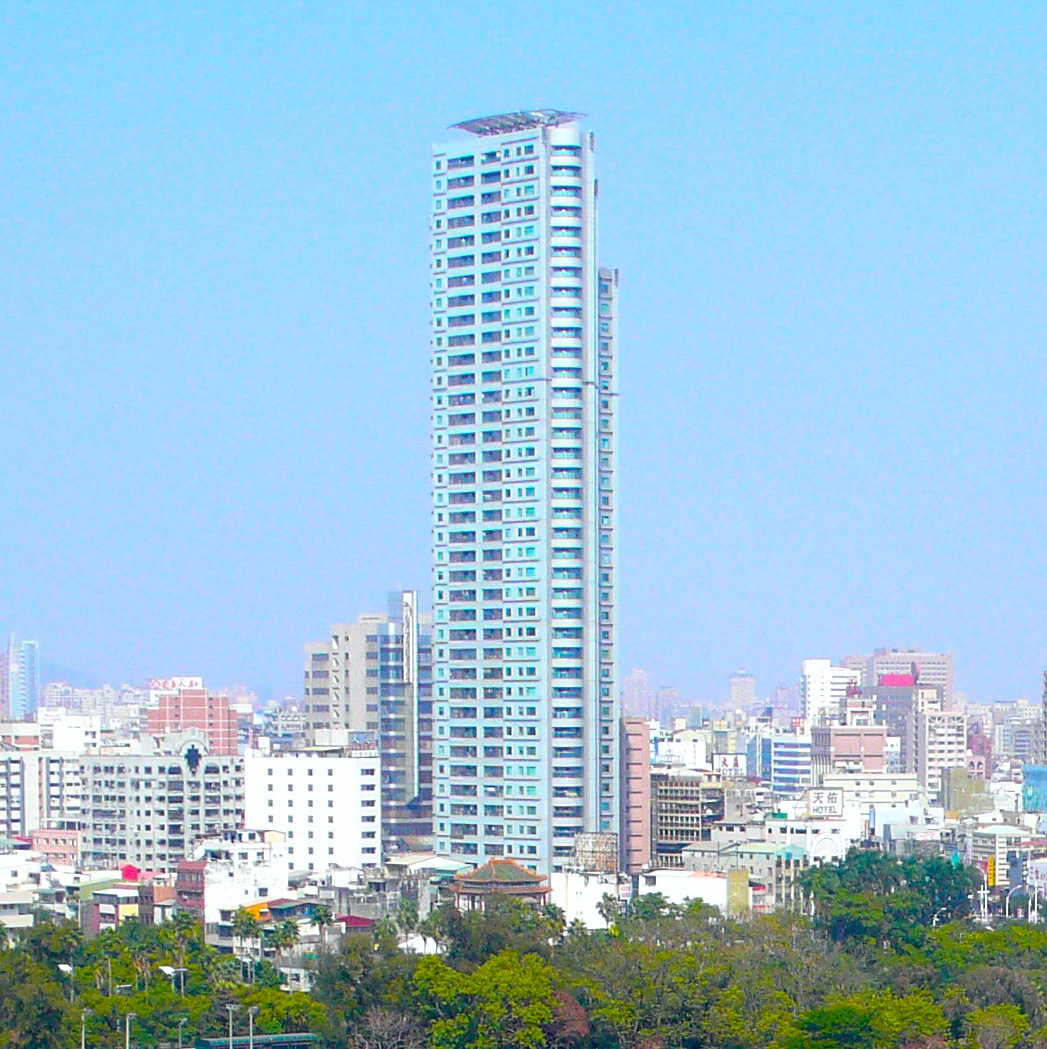
Das Xin-Fu-Hwa-Hochhaus

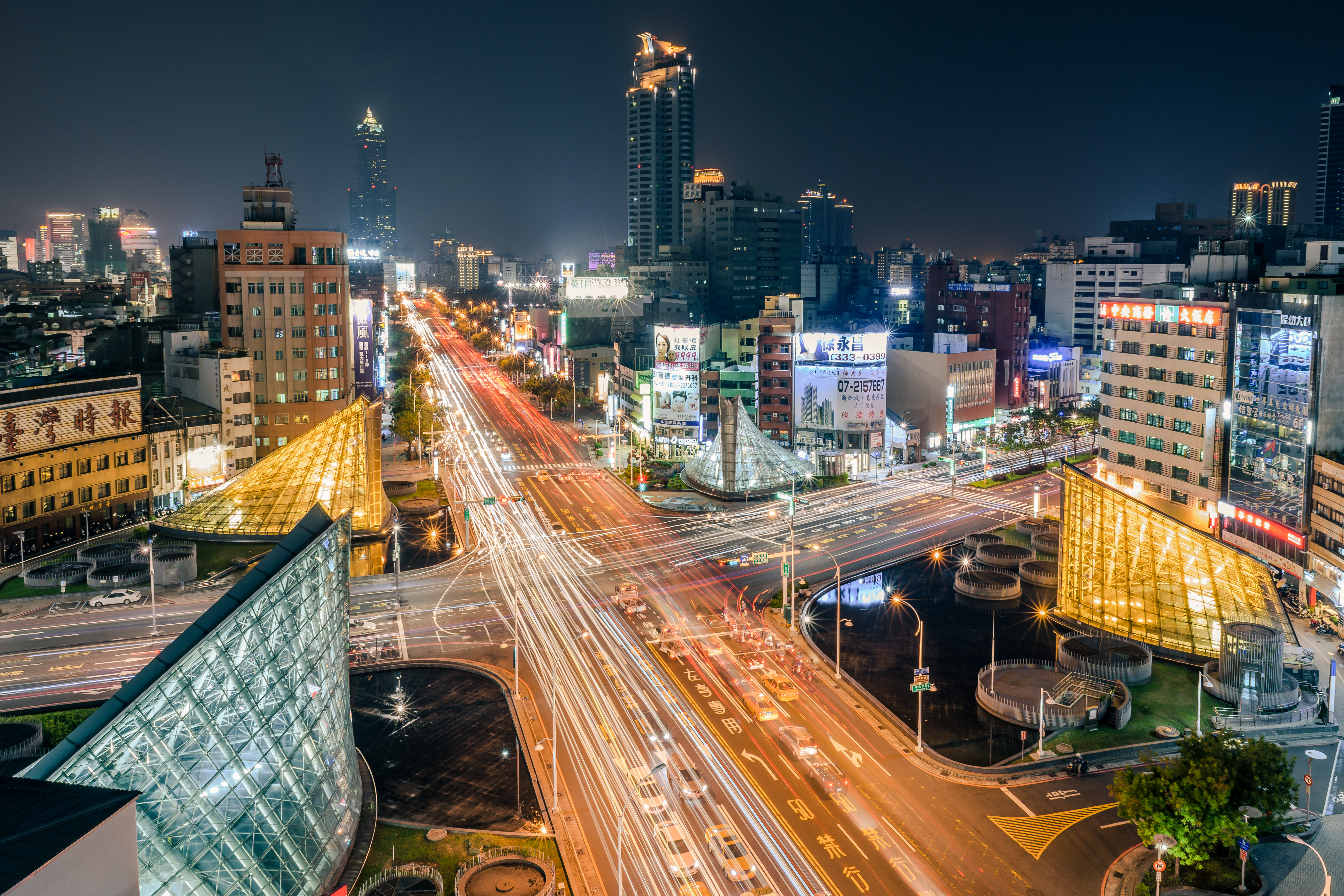
Die Kreuzung Jhongshan Rd. / Jhongjheng Rd. Die vier spitz zulaufenden Konstruktionen sind Eingänge zur U-Bahn-Station Formosa Boulevard.

Der Bezirk Xinxing liegt im Süden von Kaohsiung sowie im Zentrum der Kernstadt. Er ist von den Bezirken Sanmin im Norden, Lingya im Osten und Süden sowie Qianjin im Westen umgeben.
Der Bezirk ist in 32 Viertel (里 lǐ) unterteilt. Mit etwas unter 2 km² Fläche ist Xinxing der viertkleinste Bezirk Kaohsiungs und wies im August 2024 bei einer Bevölkerung von 49.465 Menschen mit etwa 25.000 Einwohnern je km² die höchste Bevölkerungsdichte der Stadt auf. Damit zählt Xinxing zu den am dichtesten besiedelten Bezirken ganz Taiwans. Im Jahr 1976 lebten hier sogar 88.549 Menschen. Danach war die Einwohnerzahl zum Teil stark rückläufig; in den 2010er Jahren verlangsamte sich die Abnahme und seit etwa 2020 stagniert die Bevölkerungszahl ungefähr.
Xinxing ist ein überaus lebendiger kommerzieller Bezirk, in dem es zahlreiche Einkaufsmöglichkeiten, Hotels und Banken gibt und in dem viele Unternehmen ihren Sitz haben. Das höchste Gebäude Xinxings ist mit 149 m Höhe das Xin-Fu-Hwa-Hochhaus, eines der höchsten Wohngebäude Taiwans.
Der Bezirk ist durch seine zentrale Lage ein bedeutender Verkehrsknotenpunkt. An der in Xinxing gelegenen U-Bahn-Station Formosa Boulevard kreuzen sich die beiden Linien (Rot und Orange) der Kaohsiunger U-Bahn Kaohsiung Mass Rapid Transit (KMRT). Der im angrenzenden Bezirk Sanmin liegende Kaohsiunger Hauptbahnhof der Taiwanischen Eisenbahn ist von hier aus zu Fuß erreichbar. Zudem verkehren zahlreiche Buslinien. Mit der Jhongshan Road und der Jhongjheng Road kreuzen sich in Xinxing zwei der Hauptverkehrsadern Kaohsiungs.

## Geschichte
Das Gebiet von Kaohsiung war ursprünglich von dem Ureinwohnervolk der Makatao bewohnt, die ab dem 17. Jahrhundert von chinesischen Siedlern verdrängt wurden. Die minnansprachigen Einwanderer nannten die Gegend des heutigen Xinxing zunächst Tāi-káng-po͘, „Ebene am Tai-Hafen“, wobei tai eine mit dem Schriftzeichen 𩻸 bezeichnete Karpfenart im nahegelegenen Takao-Fluss (heute: Liebes-Fluss) gewesen sein soll. Später änderte man das Schriftzeichen in das gleich ausgesprochene Zeichen 大 („groß“), womit der Ort nun 大港埔 (taiwanisch: Tāi-káng-po͘, chinesisch: Dàgǎngpǔ), „Ebene am großen Hafen“ hieß.
Die chinesischen Einwanderer machten das Land urbar, bauten Reis, Zuckerrohr und Süßkartoffeln an. Bis ins 20. Jahrhundert blieb der Ort ländlich geprägt, doch im Zuge der Industrialisierung Taiwans während der japanischen Kolonialzeit (1895–1945) entwickelte sich Kaohsiung zu einer modernen Industriestadt. Im Jahr 1941 verlegten die Japaner den Kaohsiunger Hauptbahnhof in die unmittelbare Nähe von Tāi-káng-po͘ / Dagangpu, was für die spätere Entwicklung Xinxings von großer Bedeutung war. Während der Kolonialzeit wurde auch die Hauptstraße  Shōwadōri (japanisch: 昭和通り) gebaut, die heutige Jhongshan Road (中山路 Zhōngshān lù), die vom Bahnhof in den Süden der Stadt verläuft und eine der wichtigsten Verkehrsadern Kaohsiungs ist.
Nach dem Zweiten Weltkrieg wurde Taiwan an die Republik China übergeben und Dagangpu in Xinxing umbenannt, was ungefähr „neuer Aufschwung“ oder „neuer Wohlstand“ bedeutet. In den Nachkriegsjahrzehnten nahm der Bezirk eine so rasante Entwicklung als Handels- und Gewerbezentrum, dass sich seine Bevölkerungszahl zwischen 1956 und 1976 mehr als verdoppelte.
Am 10. Dezember 1979 ereignete sich in Xinxing der Kaohsiung-Vorfall, ein prodemokratischer Protest gegen die Kuomintang-Diktatur.

## Kultur und Sehenswürdigkeiten

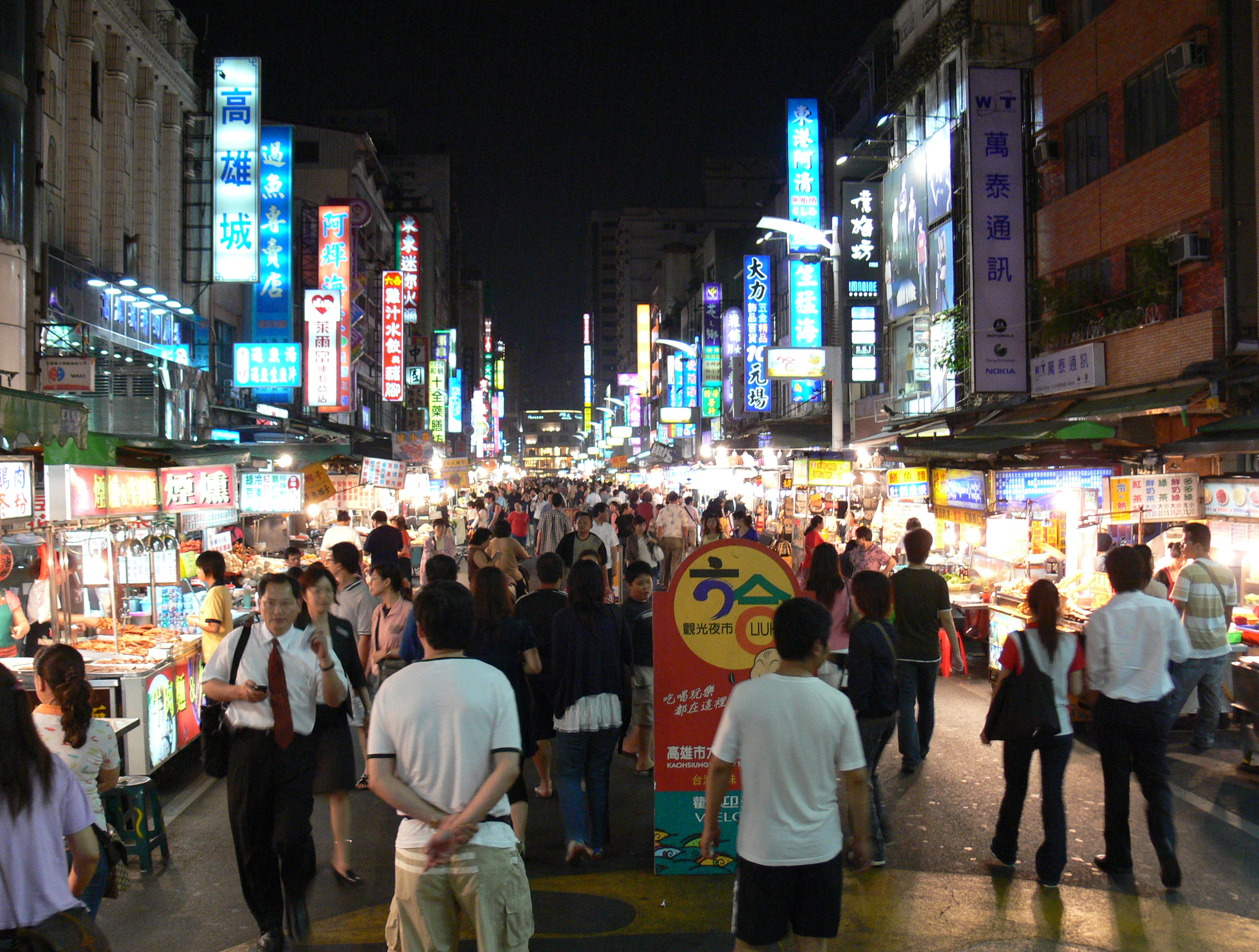
Der Liuhe-Nachtmarkt

Die größte touristische Attraktion Xinxings ist der Liuhe-Nachtmarkt (chinesisch: 六合夜市 Liùhé Yèshì) entlang der Liuhe Road, auch Liouhe oder Liouho buchstabiert, einer der berühmtesten Nachtmärkte Taiwans, der allabendlich eine Menge Besucher aus dem In- und Ausland anzieht. Hier werden an zahlreichen Ständen Imbisse, Getränke, Kleidung, Schmuck, Spielzeug und andere Gegenstände feilgeboten und man kann eine Vielzahl taiwanischer Spezialitäten probieren, vor allem Meeresfrüchte.
Beliebt vor allem bei jungen Leuten ist Shinkuchan (新堀江 Xīnkūjiāng, von den Einheimischen auch Xīnjuéjiāng ausgesprochen), eine Fußgängerzone und Einkaufsmeile nahe der Kreuzung der Jhongshan Road und Wufu Road, deren Anfänge in die japanische Kolonialzeit zurückreichen und die besonders für ihre Kleidungs-, Schmuck- und Accessoire-Boutiquen bekannt ist.
In Xinxing befinden sich mehrere daoistische und buddhistische Tempel sowie christliche Gemeinden. Ein religiöses Zentrum ist der 1858 erbaute daoistische Tempel Dagangpu Gushou Gong (大港埔鼓壽宮) im Viertel Yuli, in dem als Hauptgottheit Mazu verehrt wird. In Zeiten des wirtschaftlichen Wachstums musste das Heiligtum dem Bau einer Straße weichen und zog 1974 an seinen jetzigen Platz um.